# Симфония № 3 (Пендерецкий)
Симфония №3 «Мюнхенская» — сочинение Кшиштофа Пендерецкого.

## История
Симфония была написана по заказу в связи с юбилеем оркестра Мюнхенской филармонии, однако, первоначально готовилась для фестивального оркестра в Люцерне. К 1988 году были написаны только две части - Пассакалья и Рондо, существовавшие долгое время как самостоятельное произведение. Премьера этого сочинения состоялась 20 августа 1988 года в Люцерне под управлением автора.
Композитор вернулся к Третьей симфонии после написания Четвёртой «Парижской» (Adagio) и Пятой «Корейской» (т.е. хронологически она является пятой по счету), на этот раз импульсом к завершению стал заказ Мюнхенской филармонии. Премьера полной версии симфонии состоялась 8 декабря 1995 года в Мюнхене под управлением автора.
За время перерыва в работе над симфонией изменилась её концепция, что, в большей степени, коснулось последовательности частей: Рондо стало второй частью, а Пассакалья - четвёртой, уступив третье место Адажио.

## Структура
Симфония состоит из пяти частей:
- I. Andante con molto
- II. Rondo — Allegro con brio
- III. Adagio
- IV. Passacaglia — Allegro moderato
- V. Scherzo — Vivace

Сумрачная, неторопливая, однако таящая в себе намёки на тревогу и беспокойство музыка первой части сменяется драматическим, безудержно несущимся скерцо Рондо, второй части. Некоторые его эпизоды представляют монологи солистов оркестра, в том числе и группы ударных (трубы, басовой трубы, английского рожка, альта, маримбы, том-тома, рототома, бонг) и усиливают ощущение зловещего давления, которое заключает в себе это скерцо. Музыка Adagio, третьей части, воспринимается парадоксом после звуковой "лавины" Рондо: здесь она носит характер ностальгических воспоминаний, выполнена мягкими тембровыми красками. Четвертая часть, Пассакалья, имеет форму динамического и фактурного crescendo. Упрямая «репетиция» звука d через паузы, расширение диапазона с захватом новых октав, включение диссонансов - все это оставляет впечатление неописуемой неразберихи, звукового давления. Жанр этой части выдержан в традициях конца XIX века, прежде всего, Малера. Пятая часть, Скерцо - непрерывное движение, близкое токатте, носящее агрессивный характер, возведенный до экспрессионистской выразительности. Временами движение приостанавливается, уступая место немногочисленным эпизодам.

## В массовой культуре
Фрагменты симфонии использованы как музыкальное сопровождение к фильмам  Мартина Скорсезе «Остров проклятых» и Анджея Вайды «Катынь».